# Sant Joan de Vinyafrescal
Sant Joan de Vinyafrescal és un poble del terme municipal de la Pobla de Segur, al Pallars Jussà. El 1845 San Juan de Viñafrescal ja consta com a agregat de l'ajuntament de la Pobla de Segur.

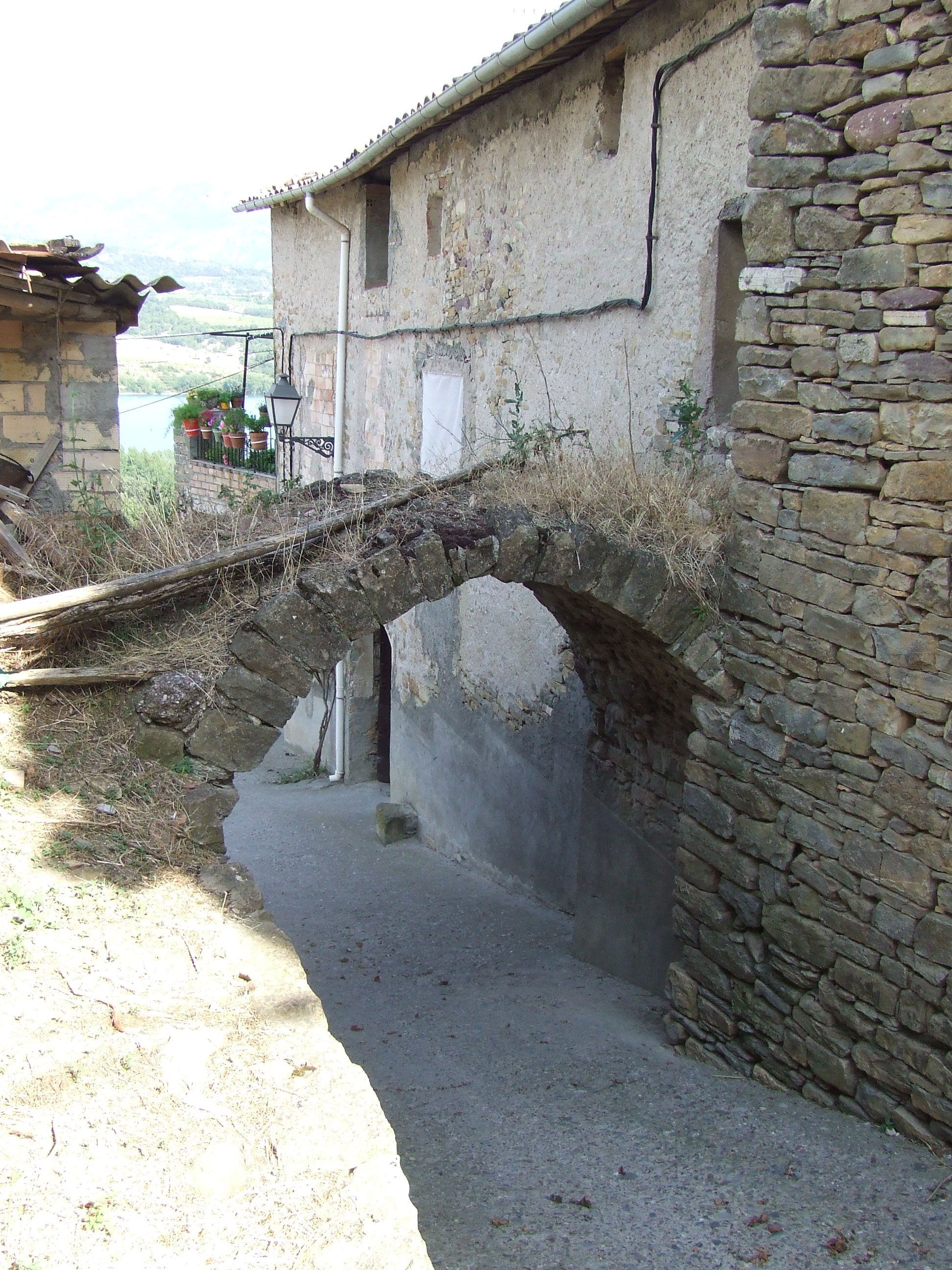
Arc a l'extrem nord del poble

Aquest poble és al sud de la Pobla de Segur, a 2,2 km. en línia recta al sud-sud-oest. S'hi accedeix des de prop del punt quilomètric 98 de la carretera C-13, a dos quilòmetres de la vila de la Pobla de Segur, d'on surt cap a ponent una carretera local que des de Casa Guitarra, ran de carretera, mena a Sant Joan de Vinyafrescal en uns 650 metres de pujada de més de 30 metres de desnivell. El poble és en un coster que domina el sector sud del terme de la Pobla de Segur.
L'església del poble, d'origen romànic però molt transformada, està dedicada a sant Joan. És església parroquial, tot i que actualment està agrupada a la parròquia de la Mare de Déu de la Ribera de la Pobla de Segur.
El poble està disposat en un coster, i té alguns elements que fan pensar que podia haver estat un poble clos. Tanmateix, ha estat tan transformat amb el pas del temps, que no s'aprecia amb prou claredat.
Dins del terme de Sant Joan de Vinyafrescal hi ha també la capella de Santa Llúcia.

## Etimologia
Sant Joan de Vinyafrescal és un topònim compost i, per tant, cal explicar component per component. La primera part, Sant Joan de es refereix al patró de la parròquia del lloc. La segona, Vinyafrescal, és per la seva banda també un compost. El seu primer element, el mot vinya ve d'aquesta paraula comuna del català, amb el mateix significat actual. És, per tant, emparentada amb un dels antic conreus més abundants a la comarca, i que ha donat molts altres topònims pallaresos. El segon, frescal, que l'etimologia popular associa amb l'adjectiu fresc, en realitat ve del llatí fiscalis, amb el mateix significat que la paraula catalana actual que en prové. Vinyafrescal seria, doncs, la vinya del fiscal o la vinya de l'impost. Joan Coromines ho deixa ben clar en establir-ne l'etimologia.

## Història
Sant Joan de Vinyafrescal havia pertangut a la jurisdicció del monestir de Santa Maria de Gerri. El 1718 s'hi comptaven 9 cases i 31 habitants.
Més tard, i fins a l'extinció dels senyorius, el 1831, Sant Joan de Vinyafrescal formava part dels dominis del marquès de Pallars, que eren també ducs de Cardona i de Segorb i vescomtes de Vilamur.
En el Diccionario geográfico... de Pascual Madoz hi ha una entrada per a Viñafrescal, San Juan de. Hi diu que és un agregat del districte municipal de la Pobla de Segur, i està situat en el vessant sud-est d'un turó, en una posició molt ventilada. Hi fa constar que la població antigament patia de tercianes, però que havien desaparegut des d'uns anys abans. Constava de 10 cases, totes agrupades, llevat d'una, que era 300 passes al sud. L'església era dedicada a sant Joan Evangelista, i hi havia cementiri immediat al poble. L'aigua es proveïa mitjançant una séquia de rec amb aigua captada al Flamisell, de la qual els veïns treien l'aigua per al seu ús. A més, per llevant i migdia del poble passaven dos barrancs que duien aigua només quan plovia. El terreny era pla, trencat pels barrancs, de qualitat mitjana i en part de regadiu. S'hi produïa vi, com a collita principal, que servia per a exportar a Sort i a Vielha, blat, llegums, patates i hortalisses. Formaven el poble 4 veïns (caps de família) i 38 ànimes (habitants).
El 1970 hi havia 104 habitants, el 1981, 75, i el 2005, 63.

## Les cases del poble
Joan Bellmunt va fer un recull de les cases del poble, amb els noms populars amb què se les coneixia: cal Batlle, cal Caragol, casa Cília, casa Basili, cal Gassol, casa Guitarra, ca l'Hereu, casa Madó, cal Miquel, cal Panet, casa Pau, cal Quimet, casa Rosor, casa Taló, casa Tarraquet, cal Teuler, cal Torrodà i casa Violí. Manuel Gimeno cita les mateixes, però en lloc de Cal Panet, transcriu Cal Pauet.

## Les partides del terme
Els mateixos autors anteriors recullen també les partides pertanyents al poble de Sant Joan de Vinyafrescal: Aubaga, Bancalada, Barranc del Solà, Capsor, Colomina, Comú, Costa, la Crua, Estrada, Ginjoli, Guitarra, Macaleu, Mossèn Blasi, Oliverada, Pla de Sanaüja, Pla de Sidi, Plans, Rengar, Salaneta, Santa Llúcia, Sant Antoni, Segalins, Sindreu, Tallades de Matacabrits, Torrents i Tros Gran.